# Jakim Donaldson
Jakim Donaldson (Pittsburgh, Pensilvania, 3 de septiembre de 1983) es un jugador de baloncesto estadounidense que actualmente se encuentra sin equipo. con 2.02 metros de estatura, juega en el puesto de ala-pívot.

## Trayectoria
Empezó a jugar al baloncesto en Edinboro University de la conferencia PSAC de la NCAA2.
Tras cuatro años en la universidad y después de haber sido seleccionado en el quinteto ideal de toda la NCAA2 y haber ganado el título de su conferencia da el salto al baloncesto profesional.
Su primera experiencia en la temporada 2005/06 sería en Sabadell de la LEB2, equipo que le cortaría sin jugar ningún partido. Inmediatamente firmaría en el Barreirense de la TMN Portuguesa, donde sería tercero en rebotes de la competición, quinto en valoración y donde participaría en el All-Star.
En la temporada 2006/07 ficha por La Laguna, equipo con el que asciende a la LEB1 finalizando la temporada como segundo jugador más valorado del campeonato además de máximo reboteador.
En la temporada 2007/08, se clasifica para disputar los play-offs de ascenso a la ACB siendo el líder en rebotes de la liga así como el quinto en valoración.
En 2009 es el MVP y Máximo reboteador de la LEB Oro 2009.
A mediados de julio de 2010 se anuncia el fichaje del jugador por el Vive Menorca de la liga ACB.
En verano de 2011 vuelve a la Adecco Oro en las filas del equipo que le dio la oportunidad de desembarcar en España, el CB Canarias equipo al que perteneció durante 4 temporadas (2006-2010).
En la temporada 2012-2013 regresa a la Liga Endesa tras consumar el ascenso con el CB Canarias. Lograría salvar al equipo llevándolo a rozar el play-off final. Sus logros estadísticos lo situaron con 7,6 puntos, 6 rebotes y 1,5 asistencias de media y el quinto puesto final en la tabla de máximos reboteadores de la ACB.
En verano de 2013 ficha por el Bnei HaSharon en la Liga Winner de Israel.
- High School de Oliver.
- NCAA II. Universidad de Edinboro.
- 2005-06 LPB. POR. Barreirense.
- 2006-10 LEB. ESP. Socas Canarias.
- 2010-11 ACB. ESP. Menorca Básquet.
- 2011-13 LEB./ACB. ESP. Iberostar Canarias.
- 2013-14   Liga Winner. ISR. Bnei HaSharon
- 2014-18 PRO A. FRA. ESSM Le Portel
- 2018-19 Ligat ha'Al ISR. Hapoel Be'er Sheva B.C.
- 2019-20 Ligat ha'Al ISR. Bnei Herzliya